# Aberdesach
Aberdesach és un poble gal·lès de la vall del Nantlle, al comtat de Gwynedd.
Etimològicament, el nom procediria d'una arrel Aber (=Estuari, Boca d'un riu) i de Desach, el nom del rierol que hi desemboca, i que podria derivar de Déisi, un antic grup o tribu irlandesa.
El poble actual es compon d'una majoria d'edificis moderns amb una alta proporció de segones residències.

## Llocs d'interès pels voltants
Un seguit de xalets s'escampen pel nord de la desembocadura del Desach en direcció a Maen Dylan, un dels diversos indrets propers esmentats en el Mabinogion. Aquest recull d'antigues històries gal·leses de màgia i mitologia també esmenta el lloc de Pennard, fent referència al cròmlec de Pennarth, una antiga cambra sepulcral de l'edat de bronze. Aquest monument prehistòric està situat al sud-est del poble.
Algunes masies de força entitat escampades pel terme recorden els dos segles que la família Wynnes, de la finca Glynllifon, dominà la zona costanera d'Arfon. No gaire lluny de Dŷ'n-y-Coed es conserven les restes d'un forn de calç.
En la costa entre Aberdesach i Clynnog Fawr hi havia hagut un rengle de casetes de pescadors anomenat Y Borth. Documentades fotogràficament el 1900, el 1975 eren ruïnes, i en l'actualitat no se'n canta gall ni gallina perquè el mar s'ha menjat la costa en aquest lloc.
En el passat, els vaixells de cabotatge eren escarats en la platja del poble en la marea baixa, i hom en descarregava carbó al lloc anomenat Yr Iard.
El codi postal és el LL54 i el prefix telefònic és el 1286. A efectes censals, pertany al districte de Clynnog.